# Shigeko Higashikuni
Shigeko Higashikuni, (in giapponese 東久邇成子?, Higashikuni Shigeko), nata Shigeko, principessa Teru (in giapponese 照宮成子内親王?, Teru-no-miya Shigeko Naishinnō) (Tokyo, 6 dicembre 1925 – Tokyo, 23 luglio 1961), è stata la prima figlia dell'Imperatore Hirohito e dell'Imperatrice Kōjun.

## Biografia
La principessa Shigeko nacque a Tokyo il 6 dicembre 1925, mentre il padre era ancora principe reggente. Il suo appellativo nell'infanzia era Teru-no-miya. Come era pratica al tempo, non fu allevata dai suoi genitori biologici oltre i tre anni. L'educazione venne assunta da una successione di dame di corte in un palazzo separato, costruito per lei e le sue sorelle più giovani, nel quartiere Marunouchi di Tokyo nel 1930. Il padre si oppose, ma non fu in grado di sfidare la tradizione. Nel 1932, entrò nel Dipartimento elementare femminile della scuola Gakushūin e completò gli studi secondari nel 1942, imparando la cucina e la letteratura.
Il 9 maggio 1939, la principessa viaggiò sulla ferrovia di Chōshi, nella Prefettura di Chiba da Chōshi a Tōdaimae e ritorno come parte di una gita scolastica della sua scuola.
Nel 1941, fu ufficialmente fidanzata con il principe Morihiro Higashikuni, figlio maggiore ed erede del principe Naruhiko Higashikuni. Gli sposi erano cugini di primo grado. La coppia si sposò nel 1943; Shigeko assunse il titolo di Principessa Morihiro di Higashikuni. Essendo stato celebrato nel bel mezzo della seconda guerra mondiale, le cerimonie e le spese furono ridotte al minimo; la principessa indossava un kimono jūnihitoe di sua madre, piuttosto che un abbigliamento speciale creato per l'occasione.
Nel mese di agosto del 1947, lei e la sua famiglia persero il titolo nobiliare, essendo questi stati aboliti dalle forze di occupazione americane. Nel dopoguerra, con l'inflazione galoppante, la tassazione elevata e le varie iniziative imprenditoriali fallite del marito, la famiglia Higashikuni fu ridotta alla povertà. Nel gennaio 1958, accettò l'offerta da parte della rete televisiva nazionale, la NHK, di comparire davanti a un pubblico dal vivo e di commentare il concorso di lettura delle poesie su carta di Capodanno e altre cerimonie reali. 
Nel 1960, dopo aver sofferto di dolori allo stomaco, le fu diagnosticato un cancro. Ricoverata presso l'Ospedale dell'Agenzia della casa imperiale di Tokyo, morì il 23 luglio 1961. È sepolta nel cimitero imperiale di Toshimagaoka nel quartiere Bunkyō di Tokyo.

## Famiglia

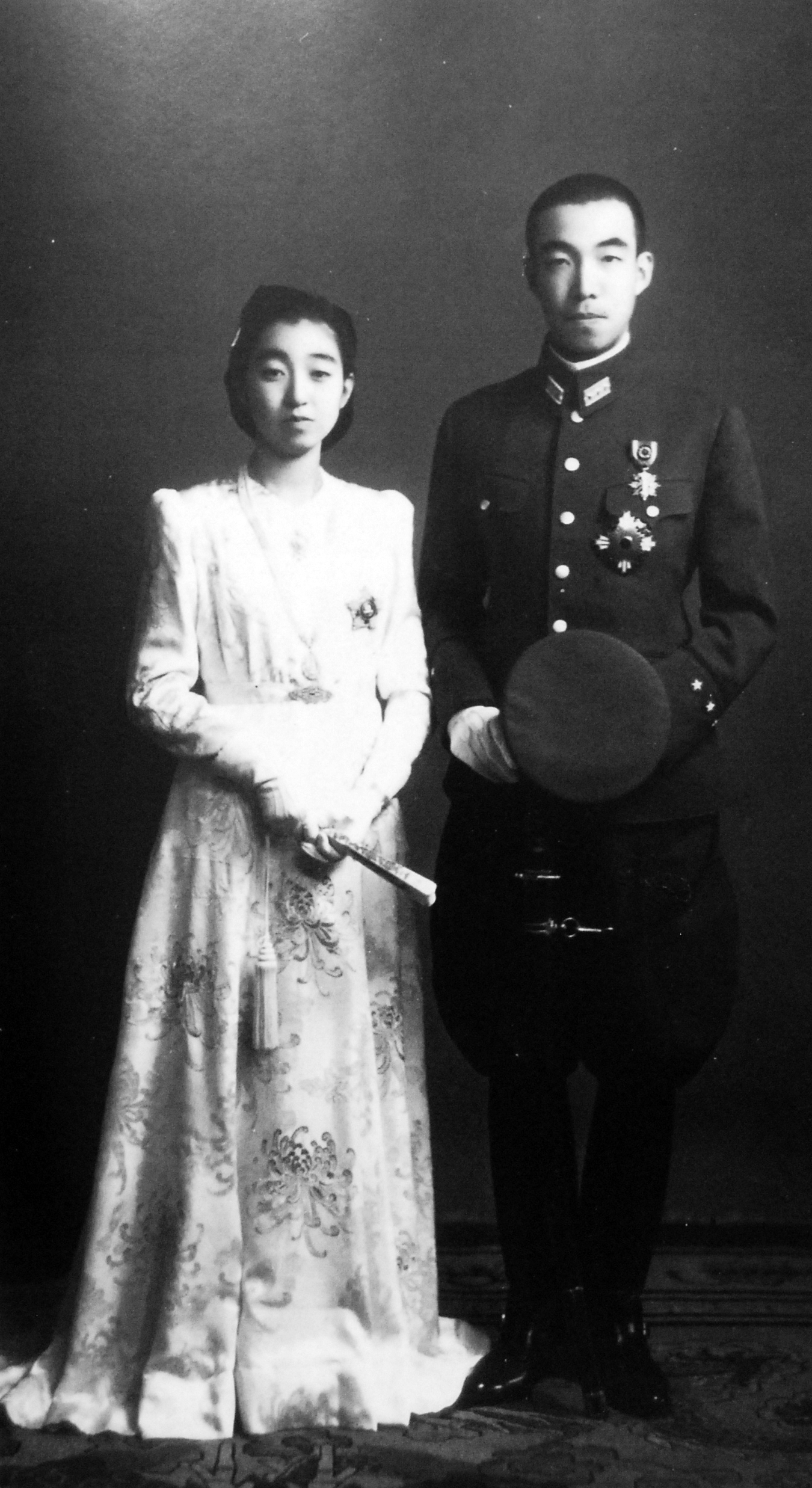
La principessa nel giorno del suo matrimonio.

Il principe e la principessa Higashikuni ebbero cinque figli, gli ultimi tre dei quali nacquero dopo che ebbero perso il titolo nobiliare:
- Principe Nobuhiko (東久邇宮信彦王 Higashikuni-no-miya Nobuhiko ō, nato il 10 marzo 1945); sposato dal 1973 con Shimada Yoshiko, con un figlio, Higashikuni Yukihiko (nato nel 1974);
- Principessa Fumiko (文子女王 Fumiko Joo, nata il 23 dicembre 1946); sposata con Omura Kazutoshi;
- Hidehiko (東久邇秀彦?, nato il 30 giugno 1949); adottato dalla famiglia Mibu come "Mibu Motohiro";
- Naohiko (東久邇真彦?, nato nel 1953); sposato con Sato Kazuko, con due figli, Teruhiko e Mutsuhiko;
- Yuko (東久邇優子?, nato nel 1954).

## Ascendenza
|                             |                       |                            | Genitori                       |  |  | Nonni |  |  | Bisnonni |  |  | Trisnonni |  |
|                             |                       |                            |                                |  |  |       |  |  | Meiji    |  |  | Kōmei     |  |
|                             |                       |                            |                                |  |  |       |  |  | Meiji    |  |  | Kōmei     |  |
|                             |                       | Nobile Yoshiko Nakayama    |                                |  |  |       |  |  | Meiji    |  |  |           |  |
| Taishō                      |                       |                            |                                |  |  |       |  |  | Meiji    |  |  |           |  |
|                             |                       | Nobile Yanagihara Naruko   | Conte Takamitsu Yanagihara     |  |  |       |  |  |          |  |  |           |  |
|                             |                       | Nobile Yanagihara Naruko   | Conte Takamitsu Yanagihara     |  |  |       |  |  |          |  |  |           |  |
|                             |                       | Nobile Yanagihara Naruko   | Nobile Utano Hasegawa          |  |  |       |  |  |          |  |  |           |  |
| Hirohito                    |                       | Nobile Yanagihara Naruko   |                                |  |  |       |  |  |          |  |  |           |  |
|                             |                       | Principe Kujō Michitaka    | Principe Kujo Hisatada         |  |  |       |  |  |          |  |  |           |  |
|                             |                       | Principe Kujō Michitaka    | Principe Kujo Hisatada         |  |  |       |  |  |          |  |  |           |  |
|                             |                       | Principe Kujō Michitaka    | Nobile Tsuneko Karahashi       |  |  |       |  |  |          |  |  |           |  |
| Imperatrice Teimei          |                       | Principe Kujō Michitaka    |                                |  |  |       |  |  |          |  |  |           |  |
|                             |                       | Nobile Ikuko Noma          | Nobile Yorioki Noma            |  |  |       |  |  |          |  |  |           |  |
|                             |                       | Nobile Ikuko Noma          | Nobile Yorioki Noma            |  |  |       |  |  |          |  |  |           |  |
|                             |                       | Nobile Ikuko Noma          | Nobile Kairi Yamokushi         |  |  |       |  |  |          |  |  |           |  |
| Shigeko Higashikuni         |                       | Nobile Ikuko Noma          |                                |  |  |       |  |  |          |  |  |           |  |
|                             | Principe Kuni Asahiko | Principe Fushimi Kuniie    |                                |  |  |       |  |  |          |  |  |           |  |
|                             | Principe Kuni Asahiko | Principe Fushimi Kuniie    |                                |  |  |       |  |  |          |  |  |           |  |
|                             | Principe Kuni Asahiko | Nobile Nobuko Toriikōji    |                                |  |  |       |  |  |          |  |  |           |  |
| Principe Kuniyoshi Kuni     | Principe Kuni Asahiko |                            |                                |  |  |       |  |  |          |  |  |           |  |
|                             |                       | Nobile Makiko Izumi        | Nobile Toshimasu Izumitei      |  |  |       |  |  |          |  |  |           |  |
|                             |                       | Nobile Makiko Izumi        | Nobile Toshimasu Izumitei      |  |  |       |  |  |          |  |  |           |  |
|                             |                       | Nobile Makiko Izumi        | Nobile Mako Yatoshi            |  |  |       |  |  |          |  |  |           |  |
| Imperatrice Kōjun           |                       | Nobile Makiko Izumi        |                                |  |  |       |  |  |          |  |  |           |  |
|                             |                       | Principe Shimazu Tadayoshi | Principe Shimazu Tadayoshi     |  |  |       |  |  |          |  |  |           |  |
|                             |                       | Principe Shimazu Tadayoshi | Principe Shimazu Tadayoshi     |  |  |       |  |  |          |  |  |           |  |
|                             |                       | Principe Shimazu Tadayoshi | Nobile Chimoko Echizen-Shimazu |  |  |       |  |  |          |  |  |           |  |
| Principessa Chikako Shimazu |                       | Principe Shimazu Tadayoshi |                                |  |  |       |  |  |          |  |  |           |  |
|                             |                       | Nobile Sumako Yamazaki     | …                              |  |  |       |  |  |          |  |  |           |  |
|                             |                       | Nobile Sumako Yamazaki     | …                              |  |  |       |  |  |          |  |  |           |  |
|                             |                       | Nobile Sumako Yamazaki     | …                              |  |  |       |  |  |          |  |  |           |  |
|                             |                       | Nobile Sumako Yamazaki     |                                |  |  |       |  |  |          |  |  |           |  |

## Galleria d'immagini

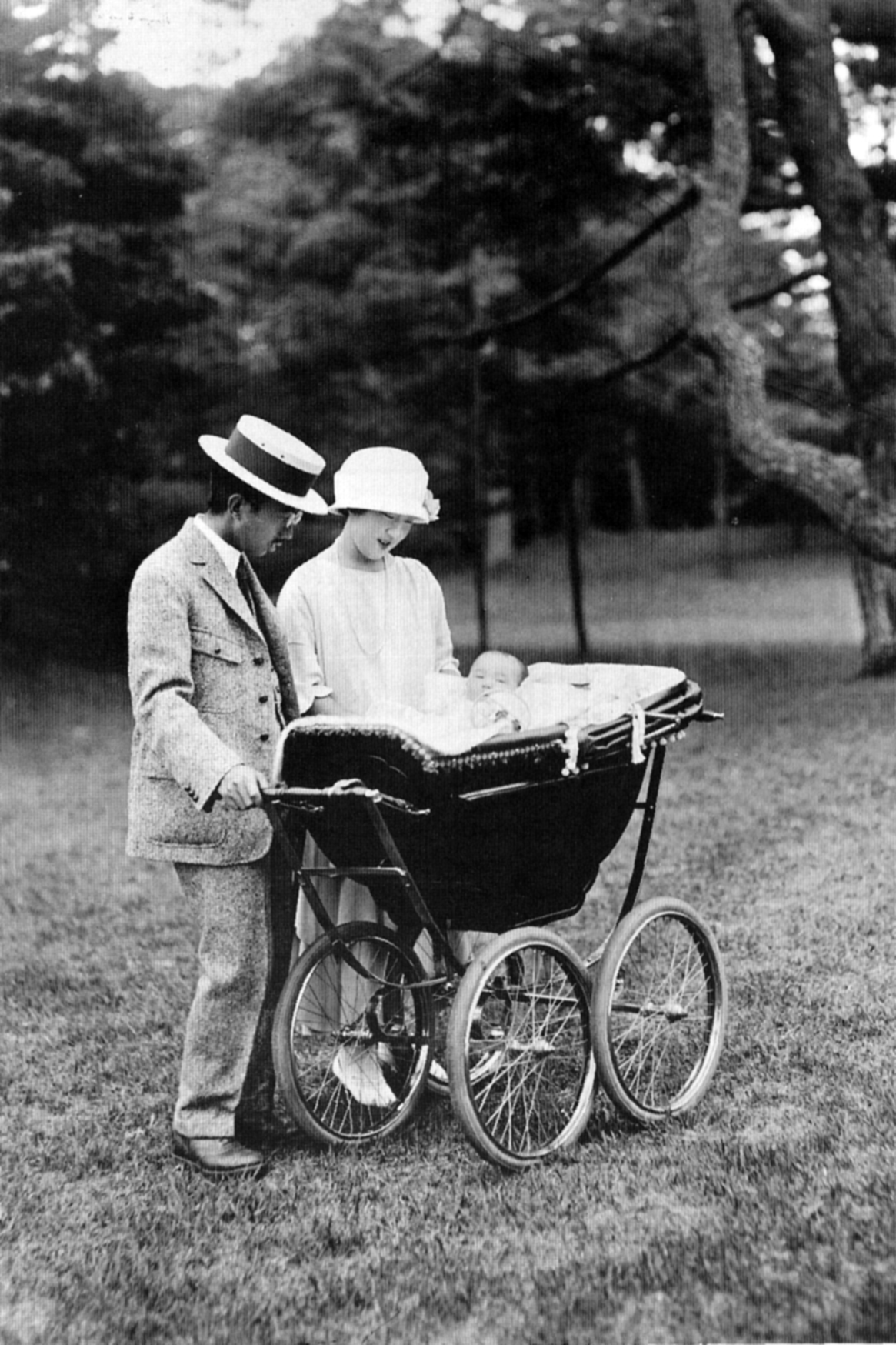
Il principe ereditario Hirohito e la moglie con la loro prima figlia, la principessa Shigeko nel 1926.
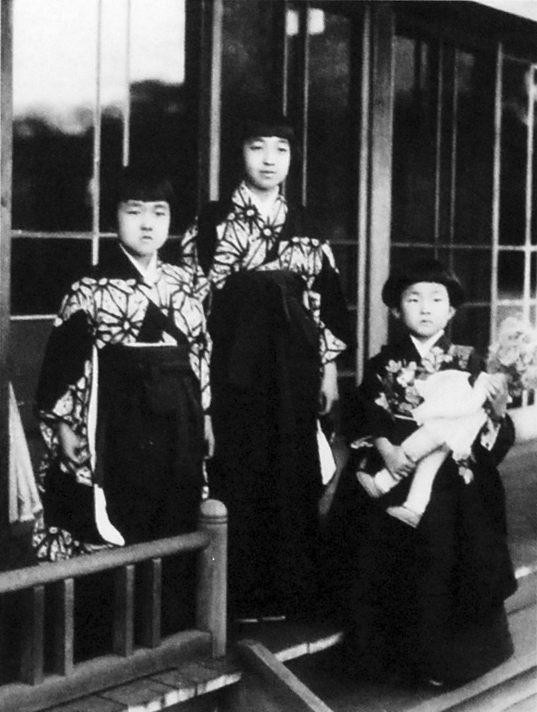
La principessa con le sorelle.
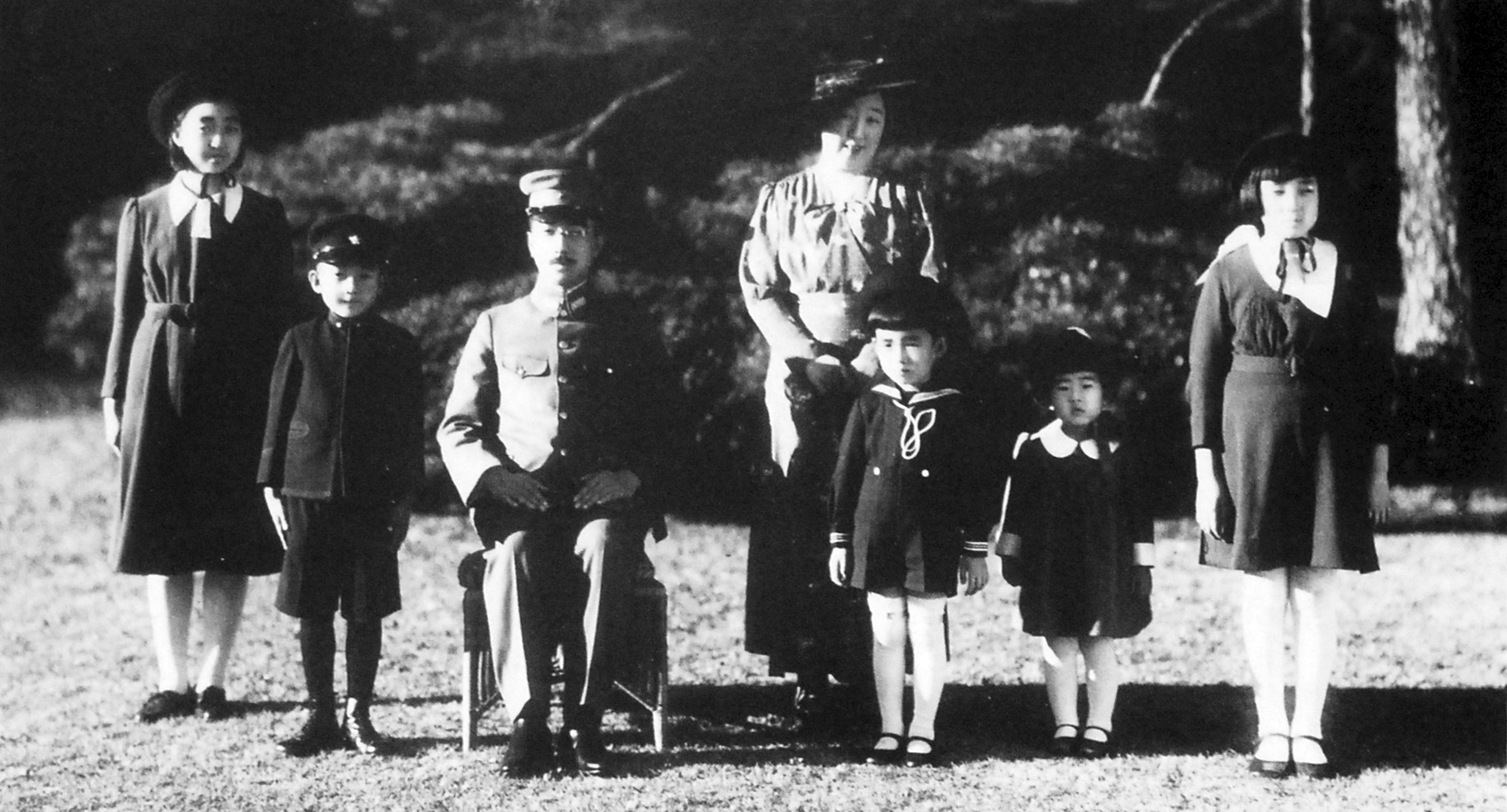
L'imperatore Hirohito con la sua famiglia il 7 dicembre 1941.
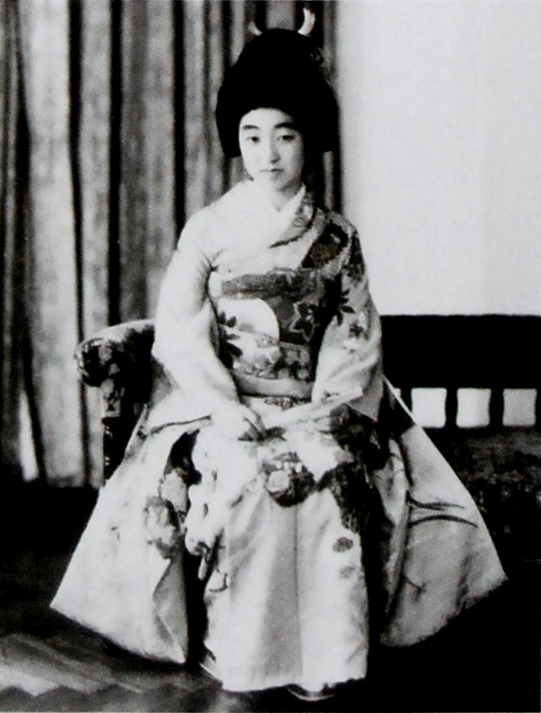
La principessa nel 1941.
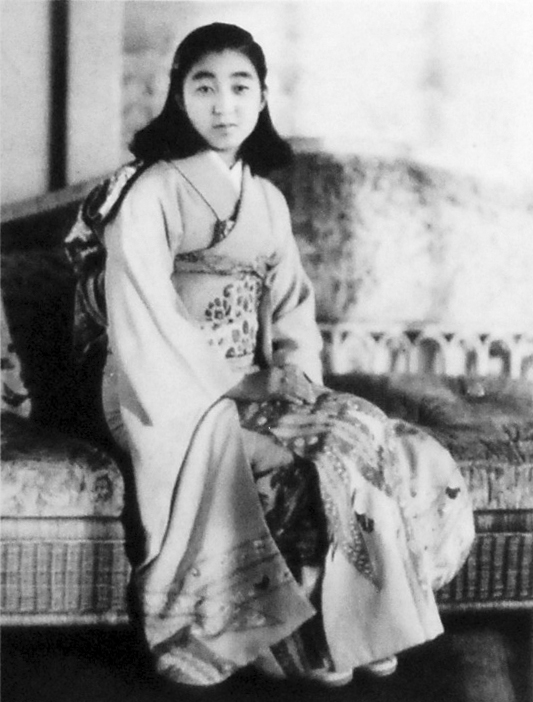
La principessa nel 1941.